# 淡水 (大字)
淡水，原稱滬尾，是新北市淡水區的主聚落及鄰近地區，位於該區西南部，範圍大致包括幸福里西北半部的西南角、長庚里南大半部、草東里、清文里不含東北端及西北端、民安里、永吉里、協元里西大半部、新生里、文化里不含最西端。

## 歷史
台灣清治末期至日治前期，淡水地區為一街庄，稱為「滬尾街」，隸屬於芝蘭三堡。該街西北與油車口庄、大庄埔庄為鄰，東北與水碓仔庄、庄仔內庄為鄰，東南邊為竿蓁林庄，西南邊隔淡水河與大八里坌庄相望。
1901年（日治明治三十四年）11月，該街隸屬於臺北廳，單獨編為第二十四區。1906年（明治三十九年）1月，第二十四區及二十五區、二十六區的部分街庄合併為「滬尾區」，該街屬之。1920年（大正九年），該街改制為「淡水」大字，隸屬於臺北州淡水郡淡水街。
戰後淡水街改制為淡水鎮，隸屬於臺北縣，大字亦改制為里。2010年12月，臺北縣升格為新北市，淡水鎮亦改制為淡水區。

## 交通
台北捷運淡水信義線的端點站之一淡水站位於淡水地區東南部，鄰近居民可由等路線及相關路網快速前往大台北地區各地，亦可在臺北車站轉搭高鐵、台鐵或客運前往全台各地。
省道台2乙線大致以西北－東南走向經過本地區，往西北轉東北可於林子接台2線主線，再往北可前往三芝、石門、金山、萬里、基隆等地；台2乙線往東南可前往北投、士林、台北市區，亦可接洲美快速道路、環河南北快速道路快速進入台北市區。
市道101號南端點位於本地區，往東北轉北可前往三芝。

## 學校
- 真理大學
- 淡江高中
- 淡水國中
- 文化國小
- 淡水國小（小部分）

## 文化資產
- 紅毛城（國定古蹟）
- 理學堂大書院（舊名牛津學堂，國定古蹟）
- 淡水福佑宮（市定古蹟）
- 前清淡水關稅務司官邸（市定古蹟）
- 馬偕墓（市定古蹟）
- 淡水海關碼頭（市定古蹟）
- 淡水街長多田榮吉故居（市定古蹟）
- 淡水龍山寺（市定古蹟）
- 淡水禮拜堂（市定古蹟）
- 滬尾偕醫館（市定古蹟）

## 老街
- 淡水老街